# A Sociedade do Espetáculo (álbum)
A Sociedade do Espetáculo é o terceiro álbum da banda O Teatro Mágico. 
Assim como no álbum anterior, as letras discutem o cotidiano político/cultural das cidades, sem esquecer também do lado sentimental, como foi no primeiro CD (Entrada para Raros).
Em pouco mais de um mês, o álbum já havia obtido mais de 300 mil downloads. Além disso, neste mesmo tempo, o álbum esteve mais de seis horas entre os assuntos mais comentados do Twitter, mais de 200 mil vezes compartilhados no Facebook e mais de 500 posts no Tumblr.

## O Álbum
| “ | Esse é um álbum que consolida as questões da pluralidade, das parcerias e do colaborativo. (...) A construção da música que fizemos com o Leoni foi toda virtual. Gravei um pedaço da melodia, ele colocou a letra, troquei umas palavras e a gente mudou o tom. Depois, ele colocou a voz, mixamos e "Nas margens de mim" estava pronta. Tudo pela internet. Mas hoje, esse comportamento é muito comum. Com o Jeff também foi assim. Ele mandou "Transição" por e-mail, colocamos no CD e a participação dele estava pronta. | ” |

O conceito deste disco tem inspiração no livro La société du spectacle, do filósofo francês Guy Debord. No livro, o filósofo faz uma crítica teórica sobre a sociedade de consumo, a Sociedade ocidental e o capitalismo. Assim, desta obra, além do título, a banda tirou idéias, que podem ser percebidas nas letras das músicas, e na capa, onde desenhos lembram ilustres conhecidos, como Nelson Mandela, Fidel Castro, Karl Marx e Chapolin Colorado.
O disco conta com as participações especiais de Sérgio Vaz, Pedro Munhoz, Alessandro Kramer, Nô Stopa, Leoni e do saxofonista da Dave Matthews Band, Jeff Coffin.

## Faixas
| N.º            | Título                                                                 | Duração  |  |
| 1.             | "Proscênio"                                                            | 0:34     |  |
| 2.             | "Além, Porém Aqui"                                                     | 3:30     |  |
| 3.             | "Amanhã... Será?"                                                      | 3:35     |  |
| 4.             | "Quermesse"                                                            | 3:28     |  |
| 5.             | "Da Entrega"                                                           | 5:01     |  |
| 6.             | "Transição"                                                            | 3:48     |  |
| 7.             | "Eu Não Sei na Verdade Quem Eu Sou" (Part. Especial Alessandro Kramer) | 5:22     |  |
| 8.             | "Nosso Pequeno Castelo"                                                | 4:16     |  |
| 9.             | "O Novo Testamento"                                                    | 4:27     |  |
| 10.            | "Fiz Uma Canção Pra Ela"                                               | 3:54     |  |
| 11.            | "Felicidade" (Part. Especial Sérgio Vaz)                               | 1:27     |  |
| 12.            | "O Que Se Perde Enquanto os Olhos Piscam"                              | 4:01     |  |
| 13.            | "Tática e Estratégia"                                                  | 4:30     |  |
| 14.            | "Folia no Quarto" (Part. Especial: Nô Stopa)                           | 4:30     |  |
| 15.            | "Nas Margens de Mim" (Part. Especial: Leoni)                           | 2:29     |  |
| 16.            | "Você Me Bagunça"                                                      | 3:32     |  |
| 17.            | "Esse Mundo Não Vale o Mundo"                                          | 3:45     |  |
| 18.            | "Canção da Terra" (Part. Especial Pedro Munhoz)                        | 3:56     |  |
| 19.            | "Até Quando"                                                           | 1:36     |  |
| Duração total: | Duração total:                                                         | 01:07:33 |  |

## O Teatro Mágico
- Fernando Anitelli
- Willians Marques
- Rafael dos Santos
- Guilherme Ribeiro
- Luiz Galldino
- Thiago Espirito Santo
- Daniel Santiago

## Prêmios e Indicações

### Músicas
| Ano  | Música                  | Prêmio                            | Indicação  | Resultado | Ref.  |
| ---- | ----------------------- | --------------------------------- | ---------- | --------- | ----- |
| 2012 | "Nosso Pequeno Castelo" | MTV Video Music Brasil (VMB) 2012 | Hit do Ano | Indicado  | [ 7 ] |